# Hráč (kolektivní sport)
Hráč je v prostředí kolektivních sportů (nebo jim podobných kolektivních hrách) osoba, která se aktivně zúčastní hry na jedné ze dvou soupeřících stran respektive hraje (sportuje) v jednom ze dvou soupeřících družstev (mužstev). Jeho postavení na hřišti, jeho činnost a chování během hry, jeho vztah k ostatním hráčům, správnou výzbroj a výstroj (oblečení, dres, sportovní obuv apod.) vhodnou pro příslušný druh sportu obvykle podrobně předepisují platná sportovní pravidla daného sportu.
Hráč může být i neregistrovaný amatér, který daný sport hraje nesystematicky pouze pro své vlastní osobní osvěžení, potěchu, zábavu či rozptýlení z rekreačních či relaxačních důvodů. Sportovec, který se danému kolektivnímu sportu věnuje systematičtěji v nějakém sportovním klubu (nebo jiné sportovní či společenské organizaci) se může oficiálních sportovních soutěží v daném sportu zúčastňovat obvykle pouze jako tzv. registrovaný hráč ať už jako amatér, poloprofesionál nebo profesionál.

## Poznámka
Slovem hráč označujeme i účastníky některých individuálních sportů jako jsou například šachy a další jim podobné sportovní a společenské hry.

## Dělení hráčů
Hráči se obvykle dělí jednak podle věkových kategorií a dále také podle pohlaví (s výjimkou korfbalu) na muže (chlapce) a ženy (dívky).